# La Brigade du diable

Extrait de la bande-annonce du film

La Brigade du diable (The Devil's Brigade) est un film américain réalisé par Andrew V. McLaglen, sorti en 1968.

## Synopsis
Pendant la Seconde Guerre mondiale, un officier se voit confier la mission de former un commando spécial, le 1st Special Service Force, surnommé La Brigade du diable.
La difficulté majeure sera de faire cohabiter les membres de ce commando composé pour moitié d' américains exubérants et indisciplinés et pour moitié de canadiens raides et guindés.

## Fiche technique
- Titre : La Brigade du diable
- Titre original : The Devil's Brigade
- Réalisation : Andrew V. McLaglen
- Scénario : William Roberts d'après le livre de Robert H. Adleman et George Walton
- Production : David L. Wolper
- Musique : Alex North
- Photographie : William H. Clothier
- Montage : William T. Cartwright
- Pays d'origine : États-Unis
- Format : Couleurs - 2,35:1 - Mono
- Genre : Action, guerre
- Durée : 130 minutes
- Date de sortie : 1968
- Affiche : Raymond Elseviers (Belgique)

## Distribution
- William Holden (VF : Jacques Harden) : LCL Robert T. Frederick
- Cliff Robertson (VF : Jean-Pierre Duclos) : Major Alan Crown
- Vince Edwards (VF : Roger Rudel) : Major Cliff Bricker
- Andrew Prine (VF : Jacques Thébault) : soldat Theodore Ransom
- Jeremy Slate (VF : Philippe Mareuil) : Sgt. Pat O'Neill
- Claude Akins (VF : Claude Bertrand) : soldat Rocky Rockman
- Richard Jaeckel (VF : Jacques Ferrière) : soldat Omar Greco
- Richard Dawson : soldat Hugh MacDonald
- Tom Troupe : soldat Al Manella
- Harry Carey Jr. : CNE Rose
- Michael Rennie (VF : Fernand Fabre) : Lt. Gen. Mark Clark
- Carroll O'Connor (VF : Louis Arbessier) : Maj. Gen. Maxwell Hunter
- Dana Andrews (VF : William Sabatier) : Brig. Gen. Walter Naylor
- Gretchen Wyler : The Lady of Joy
- Norman Alden (VF : Pierre Collet) : le lieutenant de la Police Militaire
- Don Megowan : Luke Phelan
- Paul Busch : le capitaine allemand
- Patric Knowles (VF : Jean Michaud) : Lord Mountbatten
- Wilhelm von Homburg : Fritz
- Hal Needham : Sergent
- James Craig : Maj. Gen. Knapp
- Jack Watson (VF : Georges Atlas) : Cpl. Peacock
- Bill Fletcher (VF : Henry Djanik) : Soldat Bronco Billy « Bronc » Guthrie
- Richard Simmons : Général Bixby